# Tunnel Saint-Léonard
Pour les articles homonymes, voir Léonard.
Pour un article plus général, voir Canal de Marans à La Rochelle.
Le tunnel Saint-Léonard est un ouvrage d'art permettant au canal de Marans à La Rochelle de passer sous la colline Saint-Léonard, haute de 33 mètres, et situé dans la commune de Dompierre-sur-Mer, en Charente-Maritime, en site naturel classé.

## Histoire
Le percement du tunnel Saint-Léonard a duré plus longtemps que prévu, à cause de la rencontre d'un calcaire très dur. Il fut achevé après 1850.
Ces travaux ont été réalisés par des prisonniers de guerre et des forçats espagnols et napolitains, dont le nombre a varié de 500 à 800, casernés dans le château Milan acquis à cet effet.
Une partie des pierres retirées en tréfond de l'excavation a fournie après broyage, une poudre bleu particulière, qui a été utilisé dans la fabrication du mortier de chaux destinée aux travaux de fondations du fort Boyard (1851-1852).
Le tunnel et ses portails Nord et Sud ont fait l'objet de travaux de restauration, en 2011.

## Descriptions
Cet ouvrage atypique, pour une région plate, offre de belles dimensions par ses 842 m de longueur et ses 8 m de largeur.
Un chemin de halage, protégé par un garde-corps, est situé côté Est. La main courante du garde corps avait également pour fonction de permettre le glissement des cordages, des chevaux qui tractaient les gabarres.
Trois puits ont servi à l'évacuation des gravats lors du creusement. Les alcôves reliques des puits sont encore visibles, à l'intérieur du tunnel. Deux sont murées. La troisième, en position centrale, a été aménagée pour servir d'aération au tunnel. Son dôme est visible sur la colline Saint-Léonard 46° 10′ 33″ N, 1° 04′ 02″ O. Depuis les travaux de restauration du tunnel, le dôme a été obturé par une dalle de béton armé.
Le tunnel commence au point géographique 46° 10′ 41″ N, 1° 03′ 49″ O (côté nord) et se termine à 46° 10′ 23″ N, 1° 04′ 18″ O (côté sud).

## Photos (géolocalisées)

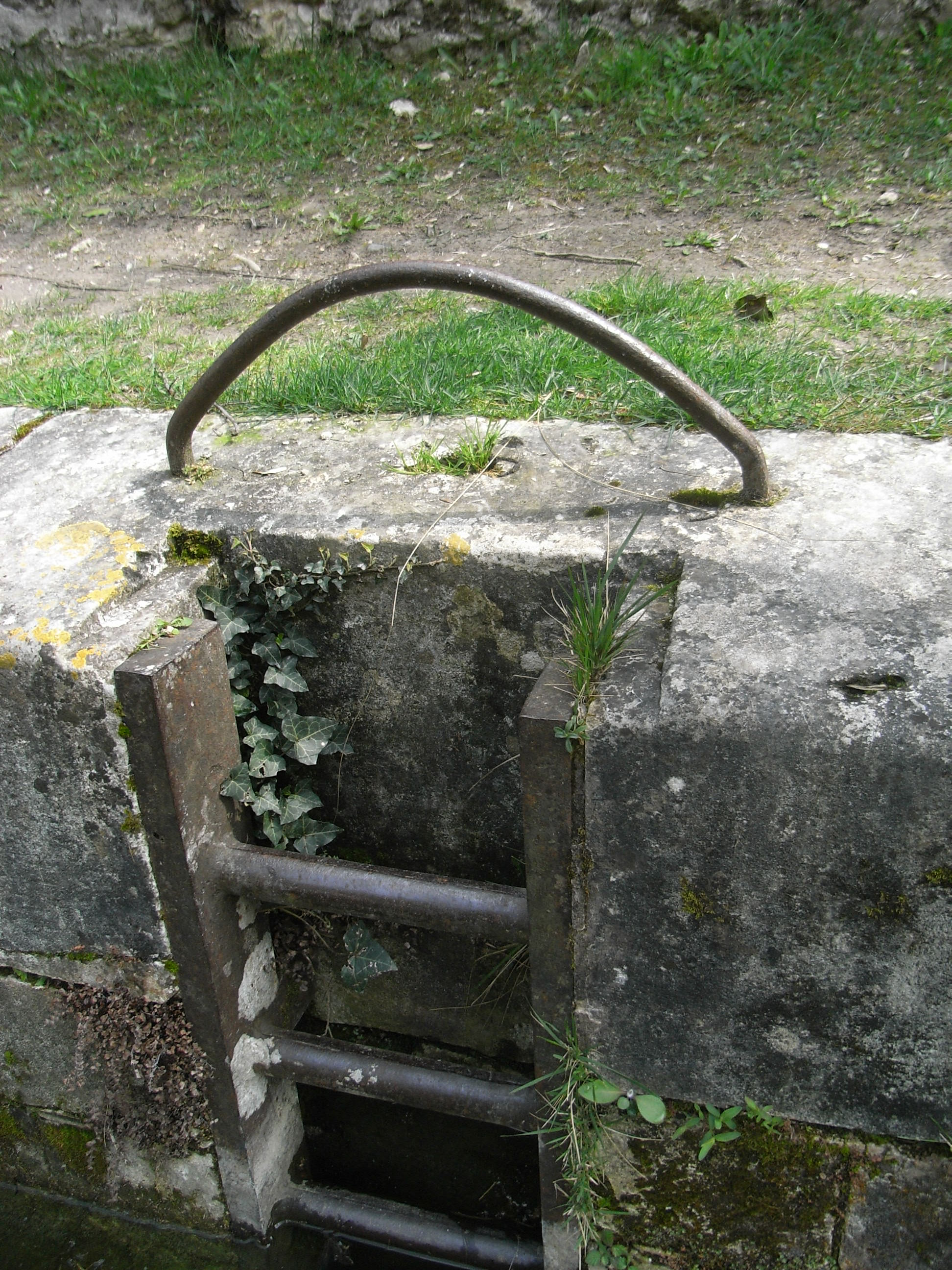
Échelle d'accostage près du tunnel
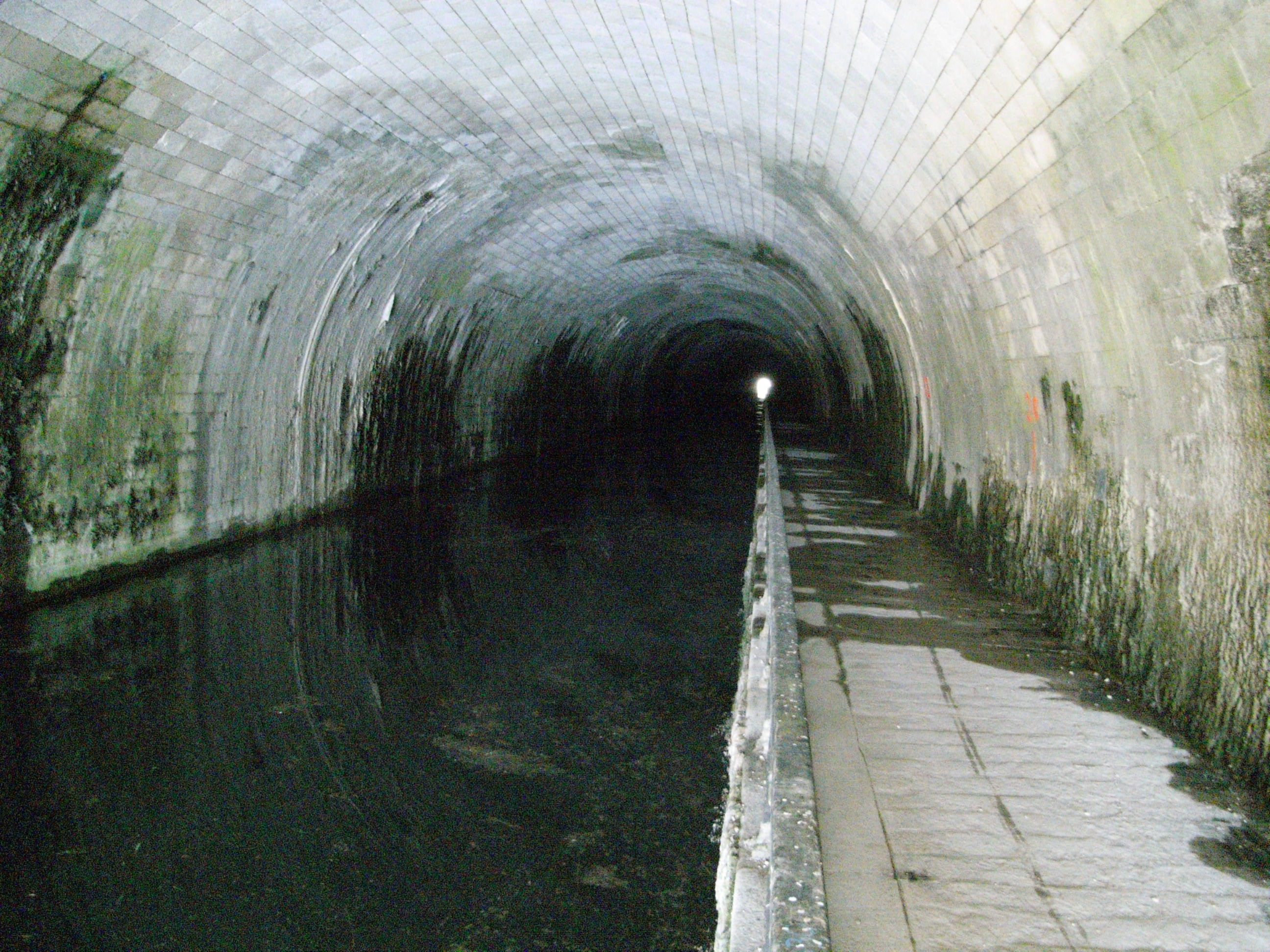
Vue intérieure du tunnel
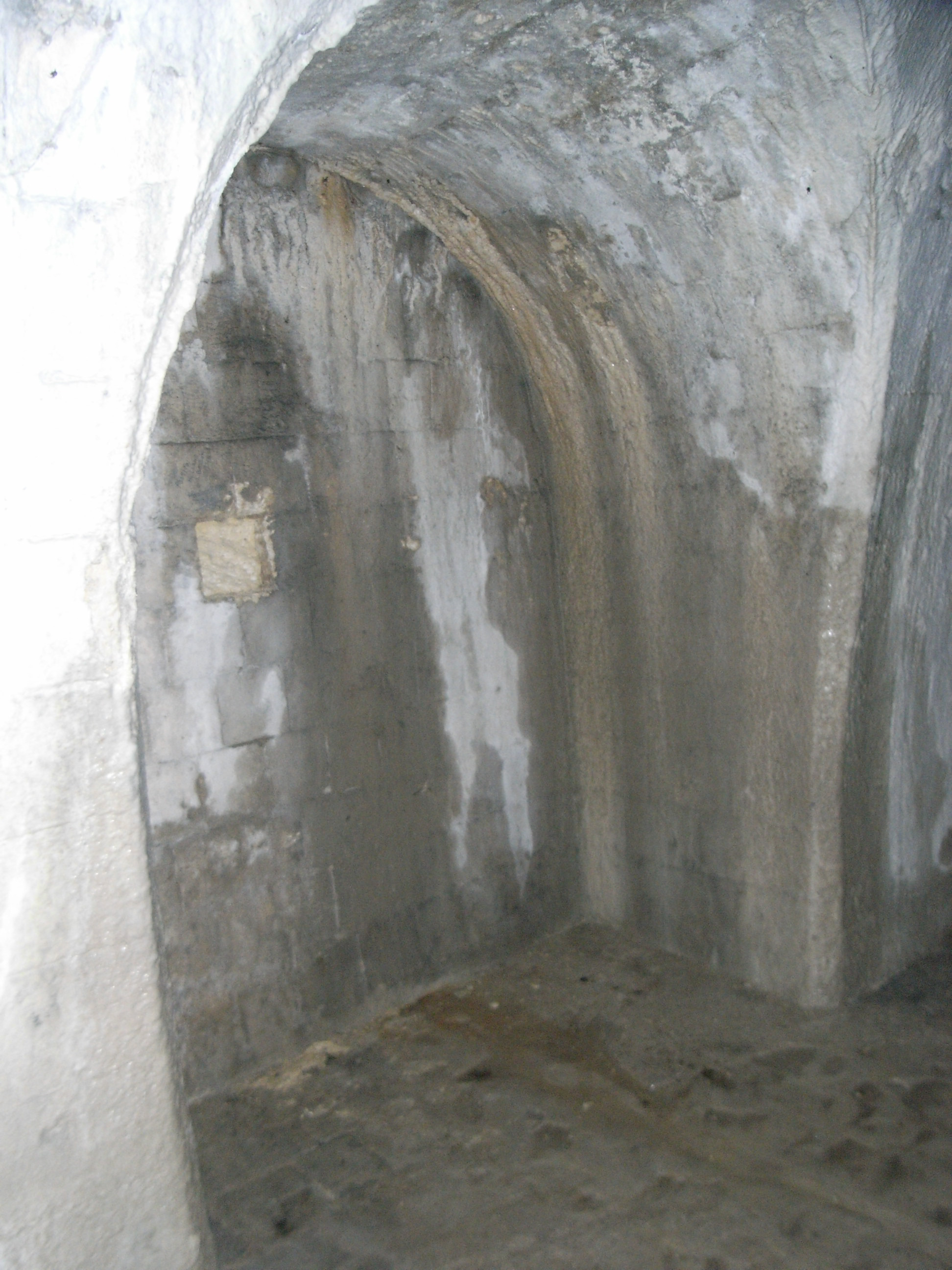
Alcôve n° 1
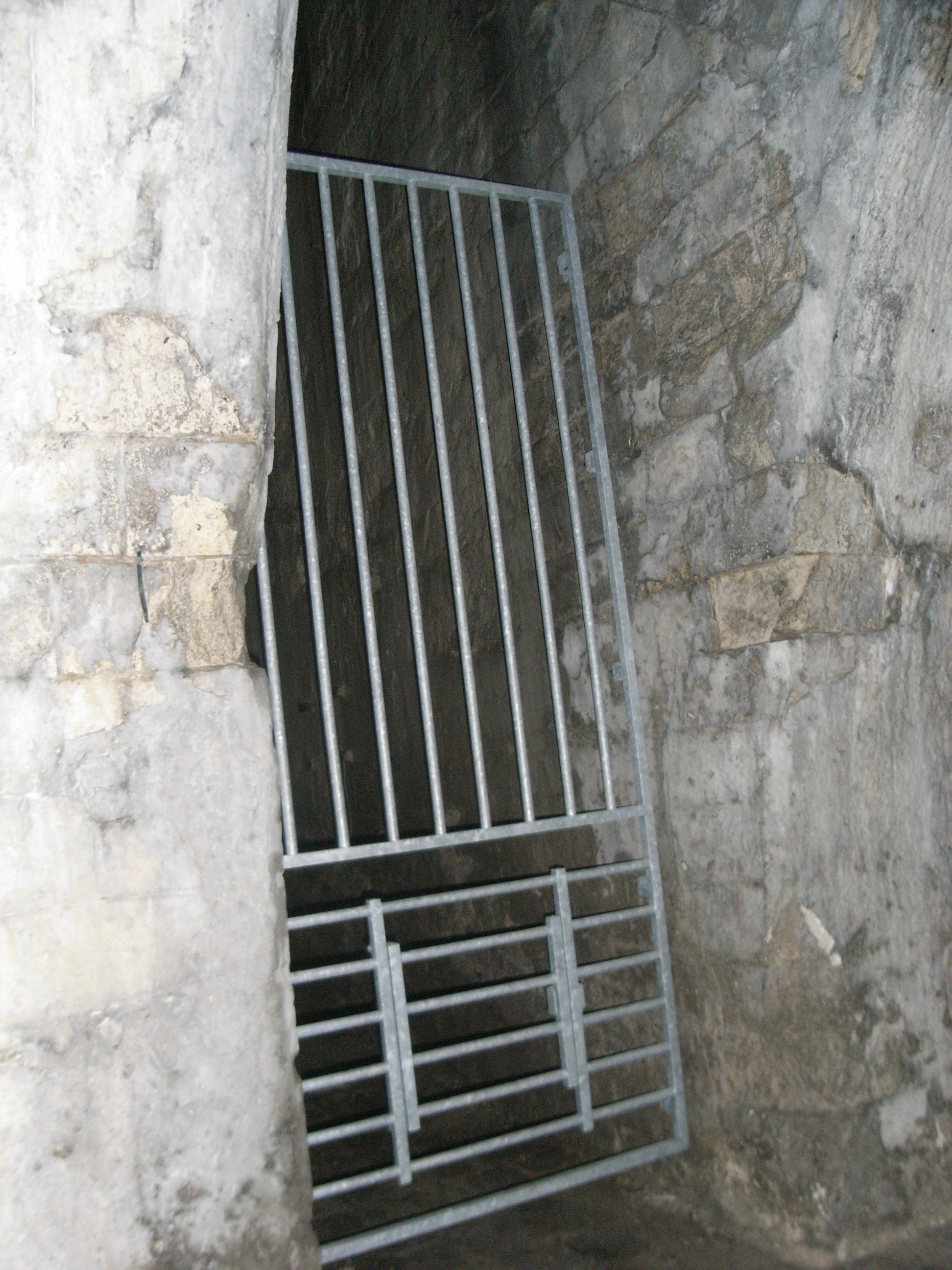
Alcôve n° 2 de l'ancien puits d'aération
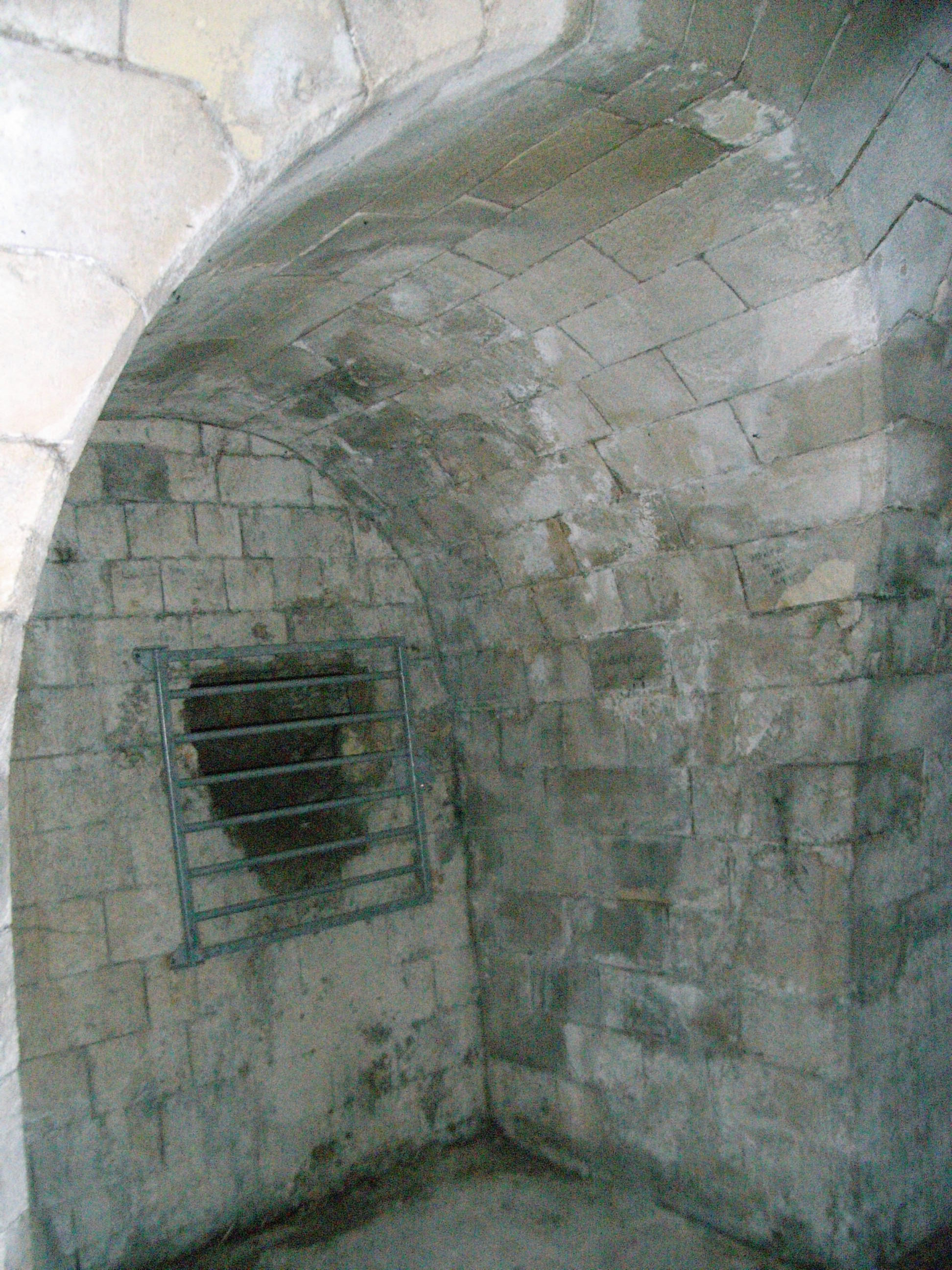
Alcôve n° 3
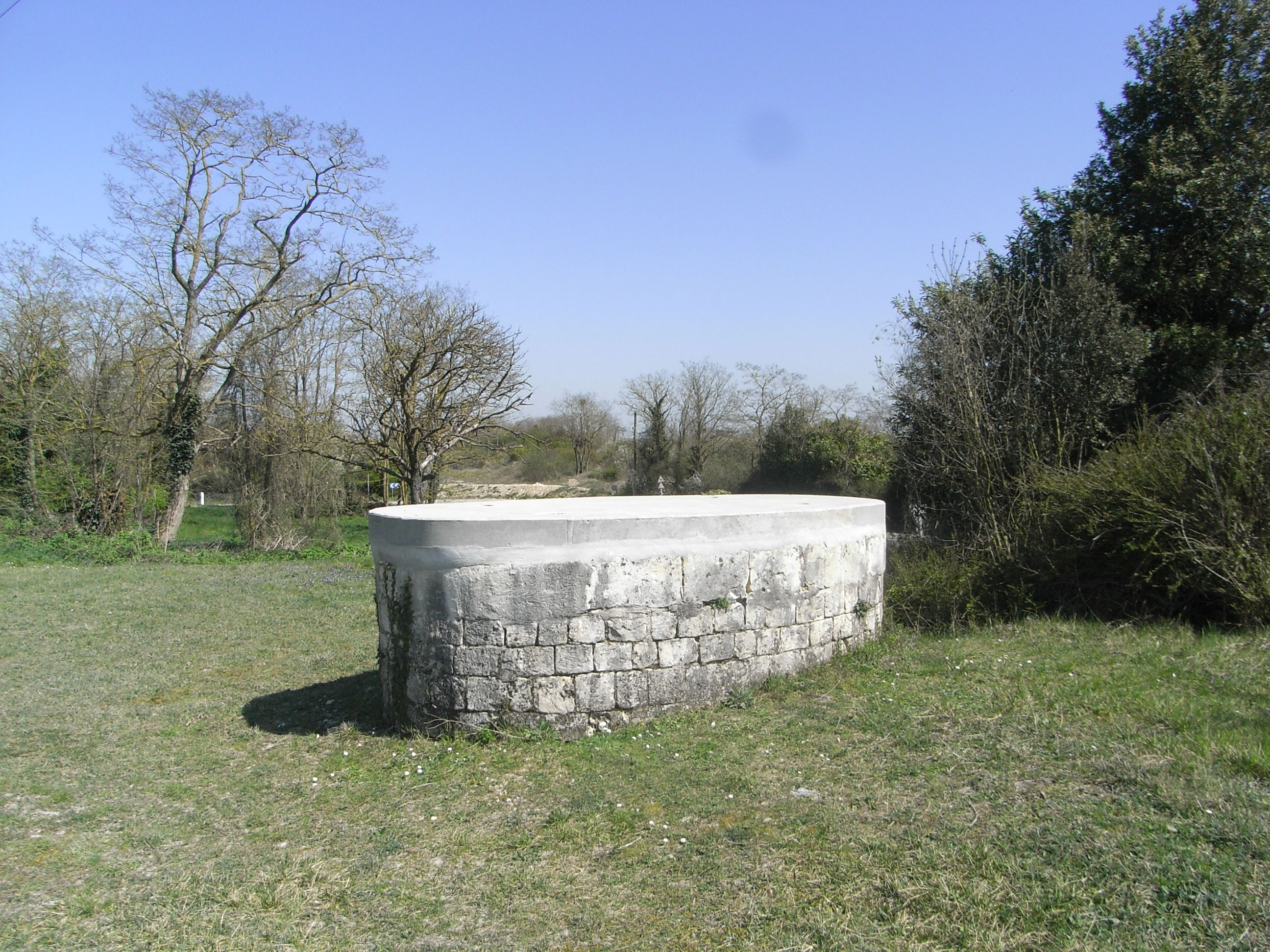
Dôme du puits d'aération du tunnel sur la colline de St Léonard
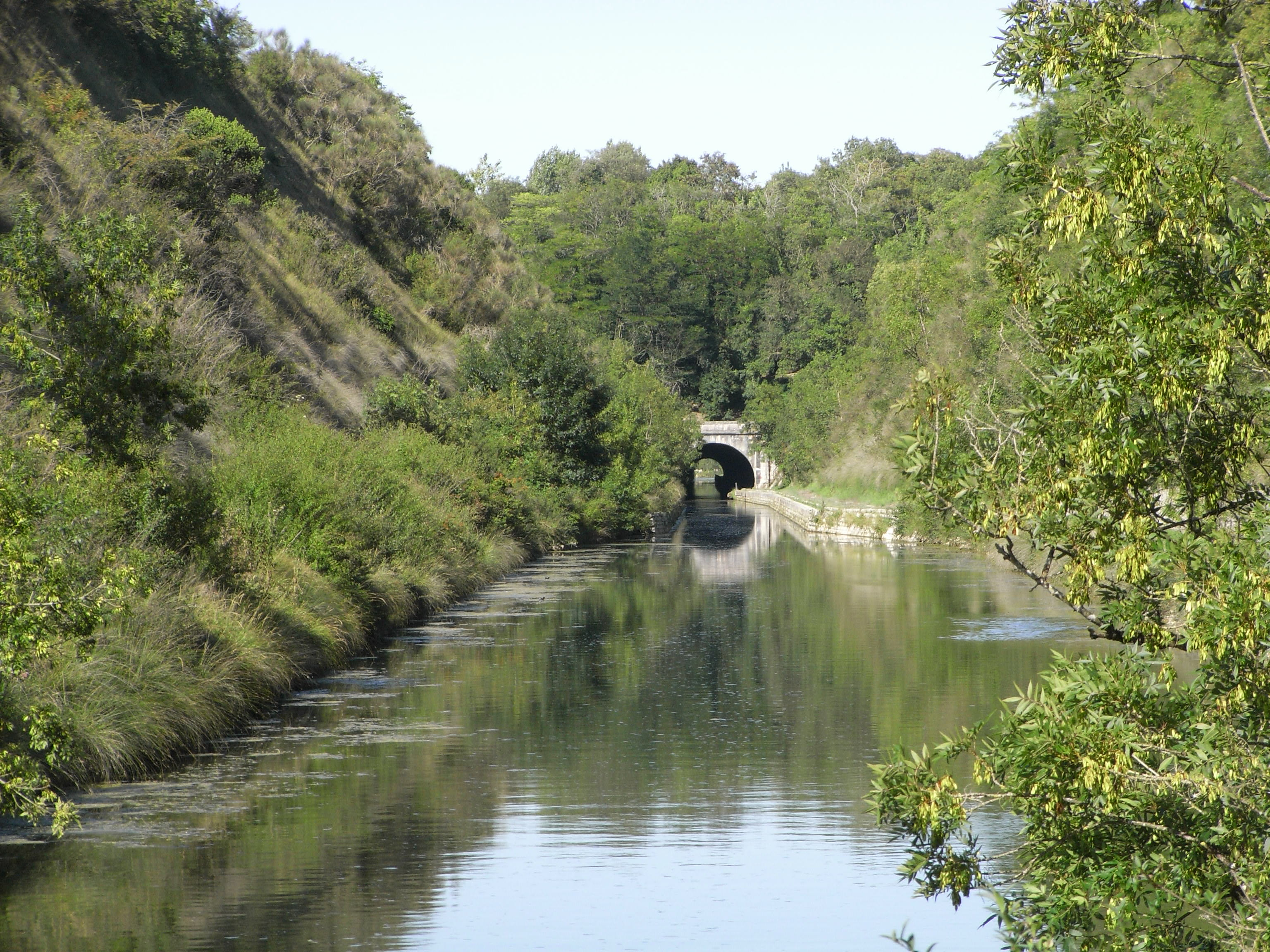
Entrée Nord

## Cinéma
Plusieurs scènes du film Irréprochable, réalisé par Sébastien Marnier sorti en 2016, ont été tournées sur les rives du canal de Marans à La Rochelle et sur l'entrée du tunnel Saint-Léonard.